# Olympische Sommerspiele 1980/Rudern – Einer (Männer)
Der Ruder-Einer der Männer bei den Olympischen Sommerspielen 1980 wurde vom 20. bis 27. Juli auf dem Ruderkanal Krylatskoje ausgetragen.

## Ergebnisse

### Viertelfinale
Die drei schnellsten Athleten eines Laufs qualifizierten sich für das Halbfinale. Alle weiteren mussten in den Hoffnungslauf.

#### Viertelfinale 1
| Rang | Athlet                   | Nation         | Zeit        | Qualifiziert für |
| ---- | ------------------------ | -------------- | ----------- | ---------------- |
| 1    | Hugh Matheson            | Großbritannien | 7:53,22 min | Halbfinale       |
| 2    | Konstatinos Kontomanolis | Griechenland   | 7:55,61 min | Halbfinale       |
| 3    | Paulo César Dworakowski  | Brasilien      | 8:01,38 min | Halbfinale       |
| 4    | Didier Gallet            | Frankreich     | 8:04,41 min | Hoffnungslauf    |
| 5    | Arturo Salfran           | Kuba           | 8:25,09 min | Hoffnungslauf    |

#### Viertelfinale 2
| Rang | Athlet           | Nation           | Zeit        | Qualifiziert für |
| ---- | ---------------- | ---------------- | ----------- | ---------------- |
| 1    | Pertti Karppinen | Finnland         | 7:43,80 min | Halbfinale       |
| 2    | Peter Kersten    | DDR              | 7:49,01 min | Halbfinale       |
| 3    | Vladek Lacina    | Tschechoslowakei | 7:53,24 min | Halbfinale       |
| 4    | Bernard Destraz  | Schweiz          | 7:59,81 min | Hoffnungslauf    |
| 5    | Tschawdar Radew  | Bulgarien        | 8:04,96 min | Hoffnungslauf    |

#### Viertelfinale 3
| Rang | Athlet           | Nation      | Zeit        | Qualifiziert für |
| ---- | ---------------- | ----------- | ----------- | ---------------- |
| 1    | Wassili Jakuscha | Sowjetunion | 7:47,15 min | Halbfinale       |
| 2    | Hans Svensson    | Schweden    | 7:57,33 min | Halbfinale       |
| 3    | Raimund Schmidt  | Österreich  | 8:07,02 min | Halbfinale       |
| 4    | Lajos Ódor       | Ungarn      | 8:14,24 min | Hoffnungslauf    |

### Hoffnungslauf
Die drei schnellsten Athleten qualifizierten sich für das Halbfinale.
| Rang | Athlet          | Nation     | Zeit        | Qualifiziert für |
| ---- | --------------- | ---------- | ----------- | ---------------- |
| 1    | Bernard Destraz | Schweiz    | 7:25,97 min | Halbfinale       |
| 2    | Lajos Ódor      | Ungarn     | 7:27,49 min | Halbfinale       |
| 3    | Tschawdar Radew | Bulgarien  | 7:28,96 min | Halbfinale       |
| 4    | Didier Gallet   | Frankreich | 7:32,81 min |                  |
| 5    | Arturo Salfran  | Kuba       | 7:51,84 min |                  |

### Halbfinale
Die drei schnellsten Athleten eines Laufs qualifizierten sich für das A-Finale. Alle weiteren starteten im B-Finale.

#### Halbfinale 1
| Rang | Athlet                  | Nation         | Zeit        | Qualifiziert für |
| ---- | ----------------------- | -------------- | ----------- | ---------------- |
| 1    | Peter Kersten           | DDR            | 7:11,99 min | A-Finale         |
| 2    | Wassili Jakuscha        | Sowjetunion    | 7:15,14 min | A-Finale         |
| 3    | Hugh Matheson           | Großbritannien | 7:21,05 min | A-Finale         |
| 4    | Lajos Ódor              | Ungarn         | 7:32,94 min | B-Finale         |
| 5    | Raimund Schmidt         | Österreich     | 7:38,50 min | B-Finale         |
| 6    | Paulo César Dworakowski | Brasilien      | 7:39,28 min | B-Finale         |

#### Halbfinale 2
| Rang | Athlet                   | Nation           | Zeit        | Qualifiziert für |
| ---- | ------------------------ | ---------------- | ----------- | ---------------- |
| 1    | Pertti Karppinen         | Finnland         | 7:15,90 min | A-Finale         |
| 2    | Vladek Lacina            | Tschechoslowakei | 7:18,66 min | A-Finale         |
| 3    | Hans Svensson            | Schweden         | 7:19,66 min | A-Finale         |
| 4    | Konstatinos Kontomanolis | Griechenland     | 7:23,15 min | B-Finale         |
| 5    | Bernard Destraz          | Schweiz          | 7:33,87 min | B-Finale         |
| 6    | Tschawdar Radew          | Bulgarien        | 7:34,21 min | B-Finale         |

### Finale

#### B-Finale
| Rang | Athlet                   | Nation       | Zeit        |
| ---- | ------------------------ | ------------ | ----------- |
| 7    | Bernard Destraz          | Schweiz      | 7:19,90 min |
| 8    | Konstatinos Kontomanolis | Griechenland | 7:20,29 min |
| 9    | Lajos Ódor               | Ungarn       | 7:23,30 min |
| 10   | Tschawdar Radew          | Bulgarien    | 7:23,50 min |
| 11   | Raimund Schmidt          | Österreich   | 7:29,16 min |
| 12   | Paulo César Dworakowski  | Brasilien    | 7:32,00 min |

#### A-Finale
| Rang | Athlet           | Nation           | Zeit        |
| ---- | ---------------- | ---------------- | ----------- |
| 1    | Pertti Karppinen | Finnland         | 7:09,61 min |
| 2    | Wassili Jakuscha | Sowjetunion      | 7:11,66 min |
| 3    | Peter Kersten    | DDR              | 7:14,88 min |
| 4    | Vladek Lacina    | Tschechoslowakei | 7:17,57 min |
| 5    | Hans Svensson    | Schweden         | 7:19,38 min |
| 6    | Hugh Matheson    | Großbritannien   | 7:20,28 min |